# Bataille de Zanzur
Guerre italo-turque
La Bataille de Zanzur, ou plutôt les batailles de Zanzur ou batailles de Janzur ou batailles de Janzour (également connue sous le nom de bataille de Sidi Abdul Jalil (arabe : معركة سيدي عبد الجليل)) sont une série de batailles qui ont eu lieu en 1911-1912 à l'oasis de Janzour , près de Tripoli, pendant la guerre italo-turque.
Au cours de ces batailles, les Italiens ont attaqué sans succès la forteresse turco-arabe située à environ 30 km des lignes italiennes à Tripoli, pour finalement remporter la victoire le 20 septembre 1912.

## Contexte
En 1911, dans le cadre de ses projets coloniaux en Afrique, l'Italie convoitait la province de Tripolitaine de l'Empire ottoman. Le 28 septembre 1911, le Chargé d'Affaires italien a présenté au gouvernement turc de Constantinople un ultimatum exigeant que l'Empire ottoman consente à l'occupation militaire de sa province nord-africaine de Tripolitaine par l'Italie dans les 24 heures. Pour se justifier, l'Italie utilise l'argument infondé selon lequel cette action est nécessaire pour mettre fin au désordre et à l'abandon du territoire. L'Empire ottoman refuse et le 29 octobre 1911, le gouvernement italien déclare la guerre à la Turquie.
À cette époque, la Tripolitaine était en grande partie une terre stérile avec une population totale d'environ 1,5 million d'habitants composée en grande partie de tribus arabes bédouines nomades. L'Empire ottoman avait dirigé le territoire d'une main légère en tant que province autonome depuis 1835. Lorsque l'Italie a déclaré la guerre à l'Empire ottoman, la Tripolitaine était défendue par des forces turques totalisant seulement 7 000 à 8 000 hommes dans des forts vétustes et de second ordre dans les villes le long de la côte de la mer Méditerranée. Les Italiens s'attendaient donc à ce qu'une démonstration de force suffise à amener les Turcs à chercher à éviter la guerre par le biais d'une solution diplomatique. À cette fin, le plan italien consistait à capturer et à occuper les principales villes du littoral méditerranéen, à savoir Tripoli, Tobrouk, Derna, Benghazi et Homs.
Immédiatement après la déclaration de guerre, la marine italienne (Regia Marina) a établi un blocus de 700 milles nautiques (1 296 km) le long des côtes de la Tripolitaine et a pris le commandement de la Méditerranée orientale afin de transporter un corps expéditionnaire vers la côte africaine. La première ville visée par l'invasion est Tripoli, où la garnison turque évacue rapidement la ville, à l'exception de 150 hommes chargés de l'artillerie des cinq forts côtiers. Le reste des forces turques se retire à l'abri du village de Gharian dans les collines, à deux jours de marche vers le sud. Le 30 septembre, les Italiens exigent que les Turcs rendent la ville pour le 2 octobre. Trois jours plus tard, en l'absence de réponse des Turcs, les Italiens commencent à bombarder les forts turcs. Après huit heures de bombardement réparties sur deux jours, les Turcs évacuent les forts et se retirent au sud de la ville. Le 5 octobre, les Italiens ont débarqué une force de 1 200 hommes et ont pris la ville.
Les Turcs n'ont pas contre-attaqué avant la nuit du 9 octobre lorsqu'ils ont attaqué les positions italiennes dans la zone des puits de Bu Meliana, au sud de Tripoli, avec l'aide de leurs forces irrégulières de Tripolitaine. L'attaque fut repoussée et le jour suivant, le croiseur italien Varese arriva à Tripoli escortant deux navires de transport de troupes. Cela apportait à Tripoli les renforts dont les Italiens avaient besoin pour compléter la force de débarquement navale de 1 200 hommes qui tenait temporairement la ville. Le jour suivant, le reste de la force d'invasion italienne est arrivé, portant le nombre de soldats italiens dans la ville à 35 000. À ce moment-là, les Turcs, dépassés en nombre, se sont contentés de fuir la ville et de se réfugier dans un certain nombre de points autour de la ville, notamment à Gharian au sud, à Ain Zara, à environ 8 km au sud-est, et à l'oasis de Janzour, à 19 km au sud-ouest. Le commandant turc, le colonel Neschat Bey, commence immédiatement à faire appel à ses alliés bédouins et à rassembler une force plus importante. Au cours du mois d'octobre, en recrutant des volontaires autochtones, le colonel Neschat Bey porte ses forces à une armée de 20 000 hommes.
La bataille pour Tripoli, cependant, s'est poursuivie jusqu'à presque la fin du mois d'octobre et a inclus le massacre et l'abattage de soldats italiens par les forces turco-arabes le 23 octobre à Shar al-Shatt (voir Bataille et massacre à Shar al-Shatt) et le massacre et l'abattage réciproques de civils de Tripolitaine par les Italiens les 24-26 octobre à l'oasis de Mechiya,.
Il faut attendre la mi-décembre pour que les Italiens se sentent suffisamment en sécurité à Tripoli pour tenter des invasions à l'intérieur de la Tripolitaine afin d'attaquer les bastions des forces turco-arabes. La première de ces attaques a eu lieu le 4 décembre lorsque les Italiens ont attaqué et capturé Ain Zara. Après cette attaque, les Italiens ont porté leur attention sur Janzour.

## Batailles
Tout au long de l'hiver et du printemps 1911-1912, les Italiens ont tenté à de nombreuses reprises d'attaquer et de capturer la place forte turco-arabe de Janzour. Le 17 décembre, le général italien Guglielmo Pecori Giraldi a mené quatre bataillons d'infanterie à l'attaque. L'attaque échoue et les Italiens subissent des pertes de 50 hommes tués et 100 blessés. Cette attaque est considérée comme un tel échec aux yeux de l'armée italienne que le général Pecori Giraldi est relevé de son commandement. Les Italiens essaient à nouveau, une fois en janvier et deux fois en février, mais à chaque fois, l'infanterie italienne est repoussée par les défenseurs turco-arabes.
Pendant ce temps, les forces turco-arabes entourant Tripoli continuaient à poursuivre la guerre en attaquant sans cesse le périmètre de défense que les Italiens avaient établi pour protéger la ville. En mars, les Italiens ont à nouveau tenté à plusieurs reprises de prendre Janzour, utilisant même des dirigeables pour larguer des grenades et des bombes sur les défenseurs. Dans chaque cas, les défenseurs turco-arabes ont continué à repousser et à vaincre les Italiens.
Finalement, en juin, les Italiens ont rassemblé une force d'attaque trois fois plus importante que celle qui avait été engagée précédemment et sont repartis à l'assaut de Janzour. Le matin du 8 juin, l'armée italienne commandée par Vittorio Camerana attaqua les défenseurs turco-arabes de Janzour sur leur position sur les hauteurs d'Abd-el-Gilil, du côté est de l'oasis. La force d'attaque italienne comprenait 14 bataillons d'infanterie, une brigade de cavalerie et une batterie de montagne. Après un engagement âprement disputé, les Italiens se sont assuré une position sur les hauteurs, ont établi un périmètre et ont repoussé une attaque de flanc par les renforts turco-arabes de Bu Meliana. La bataille se termine ici. Les défenseurs turco-arabes avaient abandonné les hauteurs d'Abd-el-Gilil, mais restaient en possession de l'oasis de Janzour. Les Italiens ont subi des pertes de 43 tués et 279 blessés tandis que les pertes turco-arabes ont été estimées entre 1 000 et 1 400 tués, .
L'occupation des hauteurs d'Abd-el-Gilil a donné aux Italiens un certain contrôle sur l'oasis de Janzour, cependant, pour atteindre leurs objectifs à Tripoli, il était nécessaire qu'ils prennent possession de l'oasis ainsi que des collines au sud, la vallée de Hira, et la hauteur de Sidi-Bilal. Le 17 septembre, les forces turco-arabes ont subi une défaite majeure à Derna, subissant des pertes de 2 000 hommes tués. Bien que Derna soit située à plus de 700 miles à l'est, la perte d'hommes a affecté la capacité des forces turco-arabes à poursuivre la résistance dans les environs de Tripoli. Profitant de la situation, les Italiens commandés par le lieutenant général Ottavio Ragni ont attaqué Janzour, y compris la hauteur de Sidi-Bilal, le 20 septembre et ont finalement vaincu la force turco-arabe après 12 heures de combat.

## Les suites de l'opération
Après l'occupation de Janzour, Tripoli était calme. Le 8 octobre, les Italiens avaient prolongé leur chemin de fer de campagne du périmètre ouest de Tripoli à Gagaresh jusqu'à Janzouret l'avaient ouvert au trafic. Les Italiens ont ensuite préparé leurs sites pour des incursions supplémentaires à l'intérieur,.
Pendant ce temps, les États balkaniques du Monténégro, de la Bulgarie, de la Serbie et de la Grèce ont formé la Ligue des Balkans après avoir observé les luttes de l'Empire ottoman dans la guerre italo-turque. Dans une tentative de récupérer des territoires en Europe de l'Est, le Monténégro a déclaré la guerre à l'Empire ottoman le 8 octobre. La Bulgarie, la Serbie et la Grèce suivent l'exemple du Monténégro et déclarent la guerre à l'Empire ottoman le 18 octobre.
Étant donné le poids d'une guerre imminente dans les Balkans, les plénipotentiaires d'Italie et de Turquie ont rapidement conclu les négociations en cours depuis le mois d'août et ont signé un traité de paix préliminaire à Lausanne, en Suisse, le 15 octobre. Le projet final du traité, connu sous le nom de traité d'Ouchy, a été signé le 18 octobre 1912.